# Adrien Rommel
Adrien Rommel   (8è districte de París, 4 d'agost de 1914 - Clichy, 21 de juny de 1963), nascut Adrien Géry Druon, va ser un tirador d'esgrima francès, especialista en floret, que va competir durant les dècades de 1940 i 1950.
El 1948 va prendre part en els Jocs Olímpics d'Estiu de Londres, on guanyà la medalla d'or en la competició de floret per equips del programa d'esgrima. Quatre anys més tard, als Jocs de Hèlsinki, revalidà la medalla d'or en la mateixa competició.
En el seu palmarès també destaquen sis medalles al Campionat del Món d'esgrima, tres d'or i tres de plata, entre 1947 i 1954. Als Jocs del Mediterrani guanyà dues medalles, una d'or i una de plata.